# Ansökningsavgift
Ansökningsavgift är en avgift som en domstol eller annan myndighet  fordrar att kärande eller sökande betalar innan myndigheten tar upp målet eller ärendet och registrerar det.

## Olika länder

### Storbritannien
Säkerhetsindustrimyndigheten (Security Industry Authority) tar ut en avgift av alla som söker licens.[källa behövs]

### Sverige
För att en ansökan om stämning, vid tvist om pengar, ska tas upp av domstol fordras att käranden till tingsrätten betalar in 900 kronor för mål som rör ett krav under ett halvt prisbasbelopp, och 2800 kronor för mål som rör ett krav över ett halvt prisbasbelopp.
- Om föreskriven ansökningsavgift inte erlagts, ska domstol avvisa stämningsansökan utan att dessförinnan pröva sin behörighet eftersom betalning anses vara en grundläggande processförutsättning.[3]

Den som har beviljats rättshjälp behöver inte betala ansökningsavgift enligt 19 § rättshjälpslagen.

### USA
Ansökningsavgift (application fee) debiteras i olika sammanhang.
Kahnawake Gaming Commission är en myndighet i Mohawk Territory som tar upp ansökningsavgifter av dem som vill driva kasino eller pokerrum vare sig de ska drivas fysiskt eller över internet.
Enligt Gun Contro Act tas en avgift ut av alla som vill handla med vapen och ammunition.